# Portland-Klasse (1933)
Die Portland-Klasse war eine Klasse von zwei Schweren Kreuzern der United States Navy, die im Zweiten Weltkrieg zum Einsatz kamen.

## Geschichte
Die Portland-Klasse ist eine Weiterentwicklung der Northampton-Klasse. Ursprünglich sollten sechs Schiffe der Portland-Klasse in Dienst gestellt werden, doch wegen der Entwicklung der New-Orleans-Klasse wurden lediglich zwei Schiffe fertiggestellt. Gegenüber der Northampton-Klasse hatten die Schiffe der Portland-Klasse eine verbesserte Panzerung sowie 12,7-cm-Geschütze. Im Gegensatz zur New-Orleans-Klasse wurde bei der Portland-Klasse auf eine Torpedobewaffnung verzichtet. Die Schiffe wurden als Flaggschiffe gefertigt.

## Bau / Umbauten
Die Schiffe der Portland-Klasse wurden in den Werften New York Shipbuilding und Bethlehem Shipbuilding Corporation gebaut und liefen in den Jahren 1931 und 1932 vom Stapel. Vor dem Kriegsausbruch erhielten die beiden Schiffe eine Schornsteinverlängerung. Diese wurde im Rahmen einer Verbesserung nach Vorbild der letzten noch existierenden Kreuzer der Northampton-Klasse wieder verkleinert.
Zudem erhielten die Schiffe einen neuen achteren Mast.

## Technik

### Schiffsmaße
Die Schiffe hatten eine Gesamtlänge von 186,3 m und eine Kielwasserlinie von 180 m. Die Breite betrug 20,2 m und der Tiefgang 7,40 m. Die Verdrängung lag zwischen 10.258 tn.l. und 12.755 tn.l.

### Antrieb
Die Schiffe der Porland-Klasse waren mit vier Parsonsturbinen ausgestattet, die jeweils eine Welle antrieben und insgesamt 107.000 Shp ([...] kW) entwickelten, mit der sie eine Höchstgeschwindigkeit von 32,75 Knoten ( km/h) erreichten. Der Dampf wurde von acht Yarrow-Kesseln geliefert. Die Schiffe konnten maximal 2.125 tn.l. Heizöl mitführen, was ihnen bei 15 Knoten (27,7 km/h) eine Reichweite von 8.640 Seemeilen (16.000 km) ermöglichte. Die Besatzung des Schiffes bestand aus maximal 917 Offizieren und Mannschaft.

### Bewaffnung
Die Hauptbewaffnung bestand aus neun 203 mm Kanonen in drei Geschütztürmen mit einem Drehgewicht von 250 tn.l. Zwei Türme befanden sich vor und einer hinter den Aufbauten. Die 11 m langen Geschütze hatten einen Seitenrichtbereich von 300 Grad. Die Kanonen selbst wogen 30 tn.l. und hatten bei einer maximalen Elevation von 41° und einer Mündungsgeschwindigkeit von 853 m/s eine Reichweite von 29.130 m. Sie verschossen 118 kg schwere Granaten mit einer Kadenz von ca. 4 Schuss pro Minute. Die seitliche Ausrichtung erfolgte durch einen 22 kW Elektromotor mit einer Geschwindigkeit von 3,5 Grad pro Sekunde. Die Erhöhung und Absenkung der Rohre erfolgte durch einen 13 kW Elektromotor mit einer Geschwindigkeit von 6 Grad pro Sekunde.

## Liste der Schiffe
| Name                 | Bauwerft                      | Kiellegung       | Stapellauf       | Indienststellung  | Verbleib                                                                |
| -------------------- | ----------------------------- | ---------------- | ---------------- | ----------------- | ----------------------------------------------------------------------- |
| Portland (CA-33)     | Fore River Shipyard, Quincy   | 17. Februar 1930 | 21. Mai 1932     | 23. Februar 1933  | am 12. Juli 1946 außer Dienst gestellt und ab Dezember 1959 abgebrochen |
| Indianapolis (CA-35) | New York Shipbuilding, Camden | 31. März 1930    | 7. November 1931 | 15. November 1932 | versenkt am 30. Juli 1945 durch japanisches U-Boot I-58                 |